# Бохня
Бохня (пол. Bochnia [ˈbɔxɲa] ( прослухати)) — місто в південній Польщі, на річці Раба і Грубка.
Адміністративний центр Бохнянського повіту Малопольського воєводства.

## Географія

### Клімат
| Клімат Бохні            | Клімат Бохні | Клімат Бохні | Клімат Бохні | Клімат Бохні | Клімат Бохні | Клімат Бохні | Клімат Бохні | Клімат Бохні | Клімат Бохні | Клімат Бохні | Клімат Бохні | Клімат Бохні | Клімат Бохні |
| Показник                | Січ.         | Лют.         | Бер.         | Квіт.        | Трав.        | Черв.        | Лип.         | Серп.        | Вер.         | Жовт.        | Лист.        | Груд.        | Рік          |
| Середній максимум, °C   | −0,1         | 2,1          | 7,1          | 13,5         | 18,7         | 21,6         | 23,0         | 22,8         | 18,8         | 13,8         | 6,8          | 1,8          | 12,5         |
| Середня температура, °C | −3,3         | −1,6         | 2,4          | 7,9          | 13,1         | 16,2         | 17,5         | 16,9         | 13,1         | 8,3          | 3,2          | −1           | 7,7          |
| Середній мінімум, °C    | −6,7         | −4,8         | −1,3         | 3,0          | 7,6          | 10,8         | 12,2         | 11,8         | 8,6          | 4,2          | 0,2          | −4           | 3,5          |
| Днів з опадами          | 8            | 7            | 7            | 8            | 10           | 11           | 10           | 9            | 8            | 7            | 9            | 10           | 104          |
| ----------------------- | ------------ | ------------ | ------------ | ------------ | ------------ | ------------ | ------------ | ------------ | ------------ | ------------ | ------------ | ------------ | ------------ |
| Джерело: www.yr.no      |              |              |              |              |              |              |              |              |              |              |              |              |              |

## Історія
Статус міста отримало 27 лютого 1253 року.
Перед Першою світовою війною у Бохні базувався ІІ-ий дивізіон 2-го полку австро-угорських уланів.
На початку 1920-х років у місті містився табір інтернованих воїнів армії УНР.
Під час Другої світової війни в місті діяла делегатура Краківського Українського допомогового комітету.

## Туристичні об'єкти
Бохня — одне з найкрасивіших міст Польщі. Соляна шахта в Бохні є перлиною туристичного регіону і одночасно найстарішим в Польщі підприємством, історія якого починається в I-й половині XIII століття. З 1995 року частина унікальних здобутків використовується для лікувальних цілей. Підземний туристичний маршрут довжиною 2,5 км, проложений на глибині 290 м, веде в світ соляних коридорів зі збереженими слідами експлуатаційних робіт і неповторимими соляними скульптурами.

## Населення
Демографічна структура станом на 31 березня 2011 року:
|          | Загалом | Допрацездатний вік | Працездатний вік | Постпрацездатний вік |
| -------- | ------- | ------------------ | ---------------- | -------------------- |
| Чоловіки | 14467   | 3015               | 10010            | 1442                 |
| Жінки    | 15720   | 3006               | 9392             | 3322                 |
| Разом    | 30187   | 6021               | 19402            | 4764                 |

## Відомі люди, пов'язані з містом
- Едвард Арламовскі — шахіст
- Барабаш Віктор — польський музикант (фортепіано)
- Станіслав Барабаш — архітектор, художник
- Анджей Бенеш — маршал польського сейму
- Міхал Бембенек — польський автогонщик
- Казімєж Бродзінський — польський поет, літературознавець, публіцист, історик
- Александр Брожиняк — футболіст, тренер
- Єжи Доброджіцкі — генерал WP
- Станіслав Фішер — вчитель, засновник музею
- Валенти Ґадовскі — священик, творець шляху Orla Perć в Татрах
- Єжи Катлевіч — диригент, педагог
- Владислав Кєрнік — міністр внутрішніх справ
- Кунегунда Угорська
- Боґдан Костуркєвіч — колишній міський голова Бохні
- Владислав Крупа — футболіст, лікар
- Маріуш Кшивда — футболіст
- Януш Кулік — автогонщик
- Марек Кусто — футболіст, тренер
- Сало Ландау — голландський шахіст
- Ян Матейко — видатний художник
- Рудольф Моджеєвскі — всесвітньо відомий інженер
- Евґеніуш Молскі — пластик, керамік
- Генрик Юзеф Новацкі — нунцій в Нікарагуа
- Леопольд Окуліцкі — останній комендант Армії Крайової
- Марек Пєкарчик — польський рок-співак
- Маріан Рентґен-Ґунтнер — співак, актор, фармацевт, в'язень табору в Старобільську, вбитий НКВС в Харкові під час Катинського розстрілу
- Марцін Самліцкі — польський художник
- Владислав Шєправскі — інженер, конструктор
- Тадеуш Скочек — медіа-експерт, видавець, публіцист, літературний критик
- Боґуслав Сляскі — староста, посол до сейму, учасник Барської конфедерації
- Діонісій Станетті фон Фалкенфелс — гірничий інженер, довголітній голова соляної копальні
- Максиміліан Станіславскі — священик, кавалер Срібного хреста Virtuti Militari
- Людвік Сташяк — видатний художник
- Міхал Столяш — футболіст
- Юзеф Турек — колишній міський голова Бохні
- Ян Вєлопольскі (старший) — адміністратор жуп Бохні — краківський воєвода
- Войцех Зидронь — гандболіст
- Єжи Журавлев — піаніст, композитор, ініціатор Міжнародного конкурсу піаністів ім. Шопена
- Антоні Цетнаровіч — історик
- Кінґа Каспшик-Цетнаровіч — художниця
- Славомір Яблоньскі — художник
- Марек Пацула — журналіст, сценарист, режисер, сатирик, пісняр
- Анна Ленькава — поетеса і народна художниця
- Шимон з Ліпніци — святий і благословенний